# Гіоноая
Гіоноая (рум. Ghionoaia) — село у повіті Бакеу в Румунії. Входить до складу комуни Дялу-Морій.
Село розташоване на відстані 231 км на північний схід від Бухареста, 36 км на південний схід від Бакеу, 92 км на південь від Ясс, 118 км на північний захід від Галаца, 149 км на північний схід від Брашова.

## Населення
За даними перепису населення 2002 року у селі проживали 12 осіб, усі — румуни. Усі жителі села рідною мовою назвали румунську.